# Physoplatys
Physoplatys là một chi nhện trong họ Thomisidae.